# Cristóbal Vaca de Castro

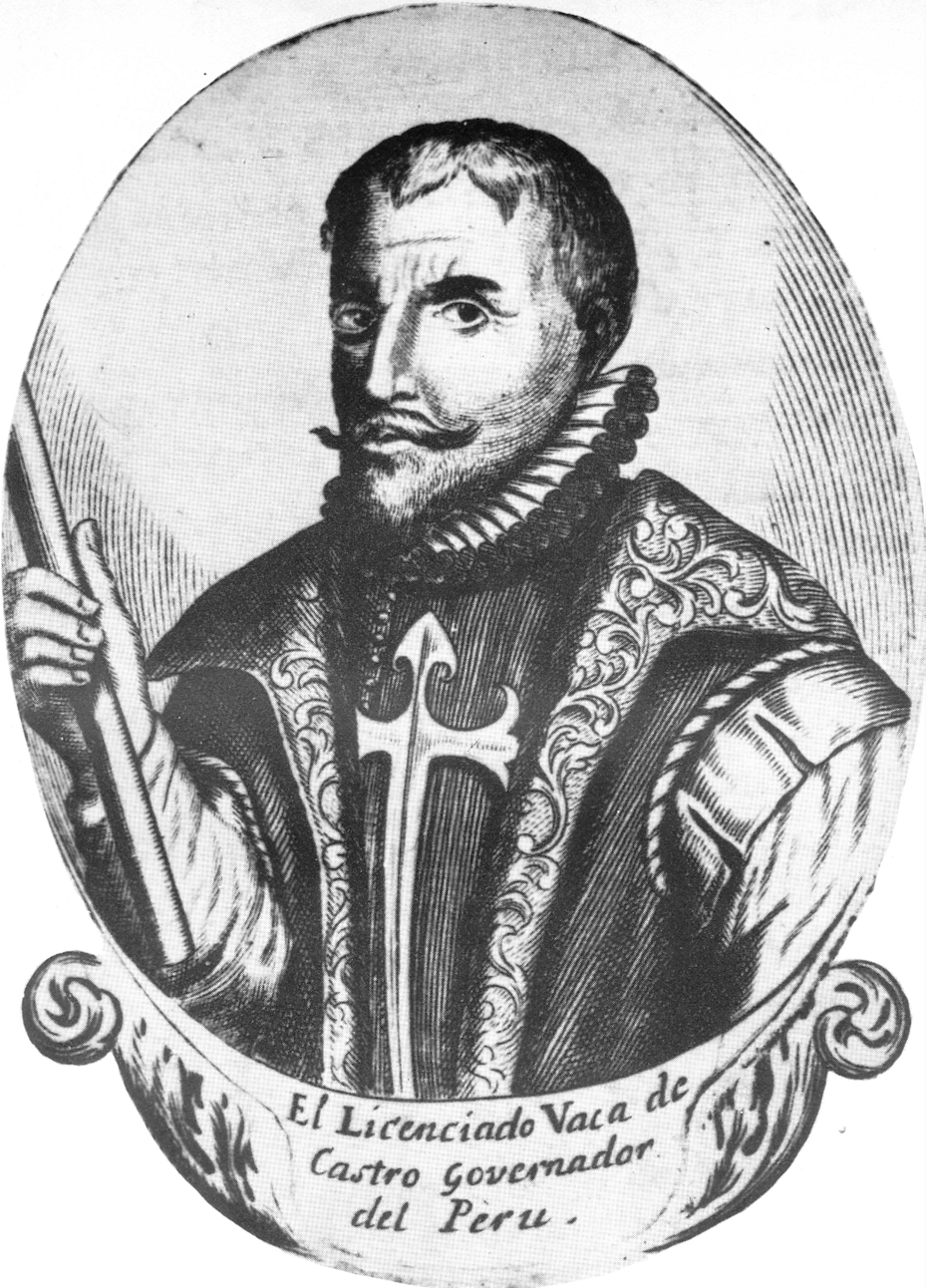
Cristóbal Vaca de Castro

Cristóbal Vaca de Castro (* 1492 in Izagre, León, Spanien; † 1562, nach anderen Quellen 1566 oder 1571 in Valladolid, Spanien) war ein spanischer Richter und Kolonialbeamter in Peru.

## Leben

### Die Anfänge
De Castros Eltern waren García Díaz de Castro und Giomar Cabeza de Vaca. Er studierte Jura in Salamanca, wurde Lizentiat und heiratete María Magdalena de Quiñones y Osorio, mit der er acht Kinder zeugte. 1536 wurde er zum Oidor (spanisch = Richter) der königlichen Audiencia von Valladolid ernannt. Am 9. September 1540 wurde er zum Ritter des Santiagoordens geschlagen.

### Der Weg nach Peru
1540 entsandte ihn der spanische König Karl I. nach Neukastilien (Peru), um nach der Hinrichtung Diego de Almagros die Ordnung zwischen den rivalisierenden Gruppen um Francisco Pizarro und Almagros Anhängern wiederherzustellen. Vaca de Castro hatte den Ruf eines integren, besonnenen und mutigen Mannes und eines klugen Gelehrten. Sein offizieller Titel war der eines Juez pesquisidor (spanisch = Sonderermittler). Im Falle des Todes von Francisco Pizarro gab ihm ein Geheimdekret der Krone den Auftrag, die Regierung der Kolonie zu übernehmen.
Er segelte von Sanlúcar de Barrameda am 5. November 1540 ab und erreichte Panama im Januar 1541. Dort angekommen, reformierte er die dortige Audiencia als ihr Präsident. Die Audiencia in Panama hatte zu diesem Zeitpunkt als Gericht Rechtsprechungsbefugnis über alle spanischen Kolonien auf dem amerikanischen Festland. De Castro legte drei Monate später erneut ab, um nach Peru weiterzusegeln, sah sich aber durch den Wind und die Strömung gezwungen, in Buenaventura (heutiges Kolumbien) an Land zu gehen. Von dort gelangte er auf dem Landwege nach Cali, wo er wegen einer schweren Erkrankung drei Monate pausieren musste. In Cali schlichtete er einen juristischen Streit zwischen Sebastián de Belalcázar und Pascual de Andagoya.

### Gouverneur von Peru
Fünf Monate nach seiner Abreise aus Panama, noch immer unterwegs nach Peru, erfuhr er in Popayán vom Mordanschlag auf Francisco Pizarro und davon, dass Almagros Sohn Diego „el Mozo“ von einem der ehemaligen Hauptleute seines Vaters, Juan de la Rada, zu Pizarros Nachfolger gekürt worden war. Am 25. September 1541 langte Vaca de Castro endlich in Quito an, wo er die königstreuen Kräfte hinter sich vereinte. Sebastián de Belalcázar schloss sich ihm an. Vaca de Castro veröffentlichte daraufhin das Dekret, das ihn zum Gouverneur der Kolonie erklärte, und versammelte eine beträchtliche Truppe hinter sich. Alonso de Alvarado zog mit seinem Tross von Chachapoyas in die Region Huaraz. Ein Pizarro-Anhänger in Cusco, Pedro Álvarez Holguín, der mit einem Trupp zu einer Expedition nach Chuquisaca aufgebrochen war, vereinigte sein Kontingent mit einem weiteren unter dem Kommando des Hauptmanns Sebastián Garcilaso de la Vega, der aus Arequipa anrückte. Zusammen zogen sie ebenfalls in die Region Huaraz, wo sie gemeinsam mit Alvarados Truppen vier Monate auf de Castro warteten. Gemeinsam zog die Streitmacht nach Jauja, von wo de Castro nach Lima aufbrach, um die dortigen Royalisten zu werben und durch Beschlagnahmungen, Kriegssteuern und Anleihen die Mittel für seinen Feldzug gegen die Almagro-Anhänger zu beschaffen. Unterstützt von Francisco de Carvajal besiegte er Diego el Mozo, dessen schlechter Berater Juan de la Rada zuvor gestorben war, am 16. September 1542 in der Schlacht von Chupas. Bei seiner Niederlage versuchte Diego el Mozo aus Cusco zu fliehen, wurde aber gefangen genommen. Auf Druck der Pizarro-Anhänger befahl de Castro seine Exekution. In einem Brief vom November 1542 an den spanischen Hof stellt es Vaca de Castro so dar, als ob die Almagro-Fraktion in einer großen Verschwörung mit dem flüchtigen Inka Manco Cápac habe kollaborieren und die ganze Pazifikküste bis nach Nombre de Dios in Panama einnehmen wollen, nachdem auch bei Pedro de Valdivia in Chile einige Anhänger Almagros Mordpläne gestanden hatten.
Die 1542 verabschiedeten Leyes Nuevas (spanisch = neue Gesetze) zielten darauf ab, die von Bartolomé de Las Casas und anderen kritisierten, offenkundigen Missstände des Encomienda-Systems abzuschaffen. Gleichzeitig sollten sie die Macht der Encomenderos gegenüber der kastilischen Krone eingrenzen und verhindern, dass sich eine nach Autonomie strebende Aristokratie entwickelte. Mit der Todesstrafe wurde bedroht, wer Indígenas verschleppte, auch wenn er sie als Sklaven gekauft hatte oder sie „freiwillig“ mitkommen wollten. Indigenes Eigentum konnte nur gegen Entschädigung unter Zustimmung der Audiencia erworben werden. Person und Besitz waren zu achten und gut zu behandeln, da sie Vasallen der Krone und freie Menschen waren. Auch im Kriegsfall oder bei Rebellion konnten Indígenas nicht mehr legal zu Sklaven gemacht werden.
Die Leyes Nuevas verursachten einen Konflikt zwischen Vaca de Castro mit Gonzalo Pizarro und seinen Nutznießern des Encomienda-Systems. Vaca de Castro stimmte zu, den Fall der Krone vorzutragen. Er ging noch einen Schritt weiter: Die vergleichsweise wenigen Encomiendas, die die Almagristas besessen hatten, verteilte er nun unter den Loyalisten, auch unter den Pizarristas. Damit lohnte es sich, Unruhen anzuzetteln, bei denen man nur auf der Seite der Sieger stehen musste.
Vaca de Castro verlegte die Residenz der Kolonialregierung wieder von Lima nach Cusco. Danach konzentrierte er seine Anstrengungen auf die Entwicklung der Kolonie durch die Verbesserung der Kommunikationsmöglichkeiten und die Anlage von Raststätten bei Überlandreisen. Er übersah die Ausbeutung in den Bergwerken. 1543 entsandte er Diego de Rojas mit 200 Mann an den Río de la Plata. Die Entdeckung von Tucumán geht auf das Konto dieser Expedition.

### Rückkehr nach Spanien
1544 löste ihn der Vizekönig von Peru, Blasco Núñez de Vela ab, der ihn unter dem Vorwurf, Sympathie für die Rebellion Gonzalo Pizarros gehabt zu haben, in Callao verhaften ließ. Vaca de Castro wurde als Gefangener per Schiff nach Panama gesandt, von wo er nach Spanien weitersegelte. Dort wurde Anklage gegen ihn wegen illegaler Bereicherung erhoben, die nach drei Jahren Untersuchungshaft fallen gelassen wurde. Später wurde er zum Kommandeur des Santiagoordens ernannt. Zwischen 1557 und 1561 war er Präsident des Consejos de Castilla (spanisch = Rat von Kastilien).
Im Alter zog er sich in den Konvent von San Agustín in Valladolid zurück, wo er 1566 starb und begraben wurde.